# Хайсумуканніємі
69°46′36″ пн. ш. 31°00′24″ сх. д. / 69.77667° пн. ш. 31.00667° сх. д.
Хайсу́муканніє́мі (рос. Хайсумуканниеми) — мис на північному заході узбережжя Мурманської області в Росії, знаходиться в південній частині затоки Варангер-Фьорд Баренцевого моря.
Мис рівнинний, скелі стрімко піднімаються південніше вглиб суходолу. На південному заході від мису знаходиться прибережне озеро. Біля північного берегу мису розташовані надводні кекури.
| Росія | Це незавершена стаття з географії Росії. Ви можете допомогти проєкту, виправивши або дописавши її. |